# Cổ văn tự học

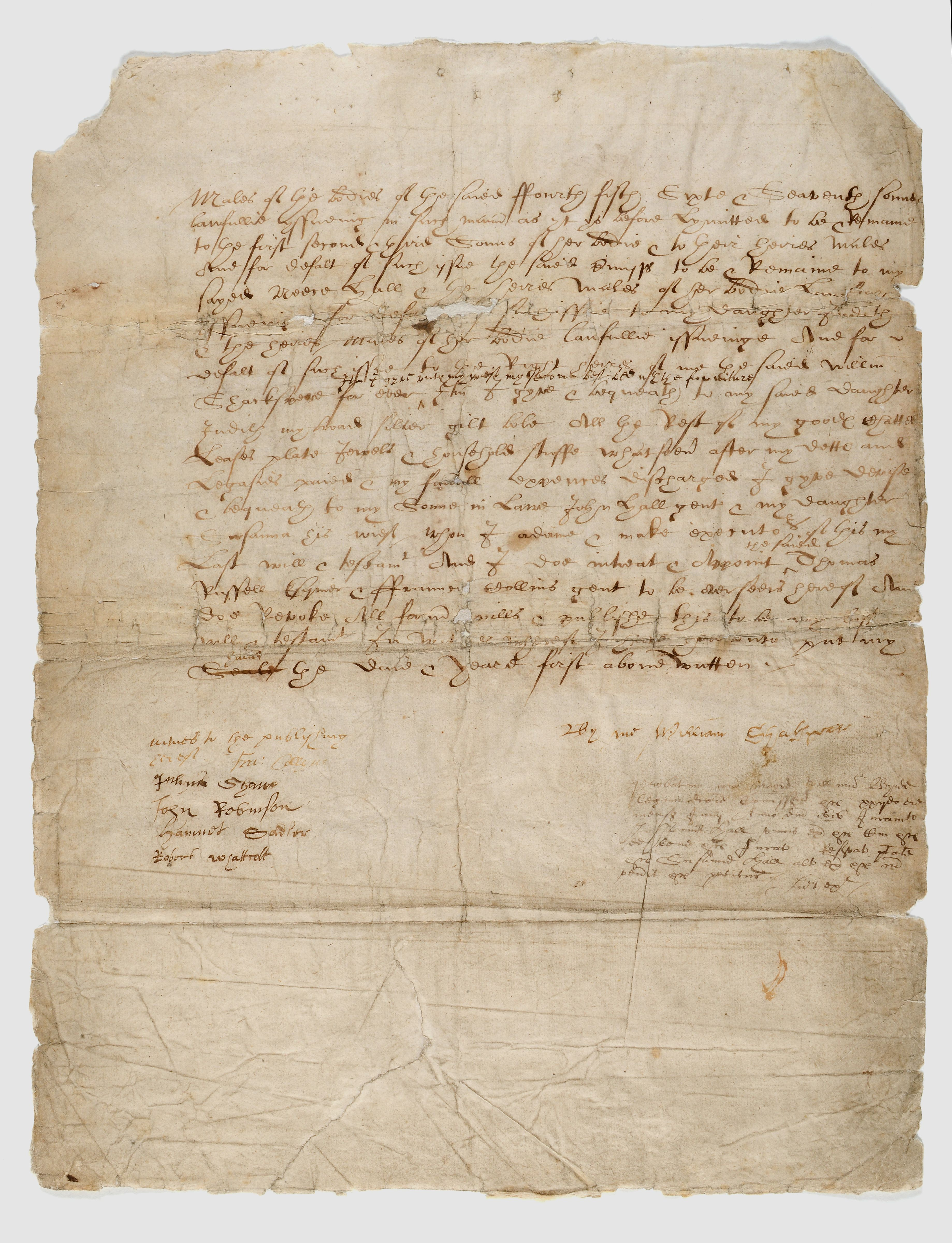
Di chúc William Shakespeare

Cổ văn tự học là ngành nghiên cứu phương thức giải mã, đọc và xác định niên đại các văn bản lịch sử.